# Gitano (cantante)
Gitano, pseudonimo di Antonio Fusco (Tocco Caudio, 25 ottobre 1960), è un cantante italiano.

## Biografia
Nel 1975, col suo nome anagrafico, si classifica terzo al Festival di Castrocaro, organizzato da Gianni Ravera, la cui serata finale, il 16 settembre, viene presentata da Mike Bongiorno e ripresa da Raiuno.
Dopo aver inciso nei primi anni '80 (sempre col suo vero nome) una manciata di singoli, partecipa al Festival di Sanremo 1989 con la canzone Pelle di luna, piazzandosi quarto nella sezione "Nuovi".
Si ripresenta al Festival del 1991 nella sezione "Novità" ed è nuovamente finalista con la canzone Tamuré.
Nel frattempo, Gitano partecipa a varie trasmissioni televisive, quali Domenica in, Superclassifica Show, Top Venti, Tappeto volante, Maurizio Costanzo Show, compiendo tournée sia in Italia che all'estero, ed ancora oggi continua a fare serate di piazza.
Diventa scrittore novelliere, pubblicando "Cento novelle tocchesi" (tocchese: da Tocco Caudio, suo paese d'origine), una sorta di raccolta di decameronesca memoria e vince due premi: il Francesco Flora e Contursi Terme. Per la Bastogi editrice scrive "L'inkazzautore (nudo integrale della musica leggera italiana)" e vende più di diecimila copie. Tra un impegno di concerti dal vivo e composizioni di grande impeto continua a scrivere commedie in vernacolo e scritti dialettali; nel 2004 pubblica "Lo attarulo - Dizionario di lingua tocchese" con 5852 parole tradotte dall'italiano al tocchese, un dialetto del gruppo campano.
Nel 2015 esce il suo 12º album dal titolo Facci, dedicato alla sua terra. Rai 3 ne cura la presentazione.

## Discografia

### 45 giri
- 1981 - Un romanzo farò/Buon compleanno (Edizioni Rico Record)
- 1982 - Non vivrò/Come ti chiami? (Edizioni Mia Record)
- 1983 - Hit parade/Scendete giù (Edizioni Interbeat / Ricordi)
- 1985 - Frizzantina/Canzone mia (Edizioni Interbeat / Rca)
- 1989 - Pelle di luna/Angela (Edizioni Fremus / Rca)
- 1990 - Tamuré (Edizioni 103, Fremus, Ricordi)
- 1991 - Vento di Siracusa (Edizioni 103, Fremus, Ricordi)

### 33 giri
- 1986 - Larghe Street (Edizioni Interbeat / Ricordi)
- 1989 - Pelle di Luna (Edizioni Fremus / Bmg)
- 1991 - Raffiche di vento (Edizioni Fremus / 103 / Ricordi)
- 1996 - Musica a chiodo (Edizioni Idotea / Dvmore)
- 2001 - Melomedirock – nomadi in tournée (Edizioni DV more)
- 2005 - Pezzetti d'amore (Edizioni Pull Record)
- 2011 - Turbolento
- 2015 - Facci (Radikanto)
- 2020 - Terraincanto&Controvento (Edizioni Tamurecord)